# Viola (Piemont)
Viola (piemontesisch Viòla) ist eine Gemeinde in der italienischen Provinz Cuneo (CN), Region Piemont.

## Lage und Einwohner
Viola liegt etwa 60 km östlich von der Provinzhauptstadt Cuneo entfernt. Zur Gemeinde zählen auch die kleinen Dörfer und Weiler Castello, Coniglione, Saint Gréé, San Giorgio, Vallossera, Pallarea, Costa, Crosa, Riviera, Crivella, Bovetti und Martini. Das Gemeindegebiet umfasst eine Fläche von 21,07 km² und hat 378 Einwohner (Stand 31. Dezember 2023). Die Nachbargemeinden sind Bagnasco, Garessio, Lisio, Monasterolo Casotto, Pamparato und Priola.

## Geschichte

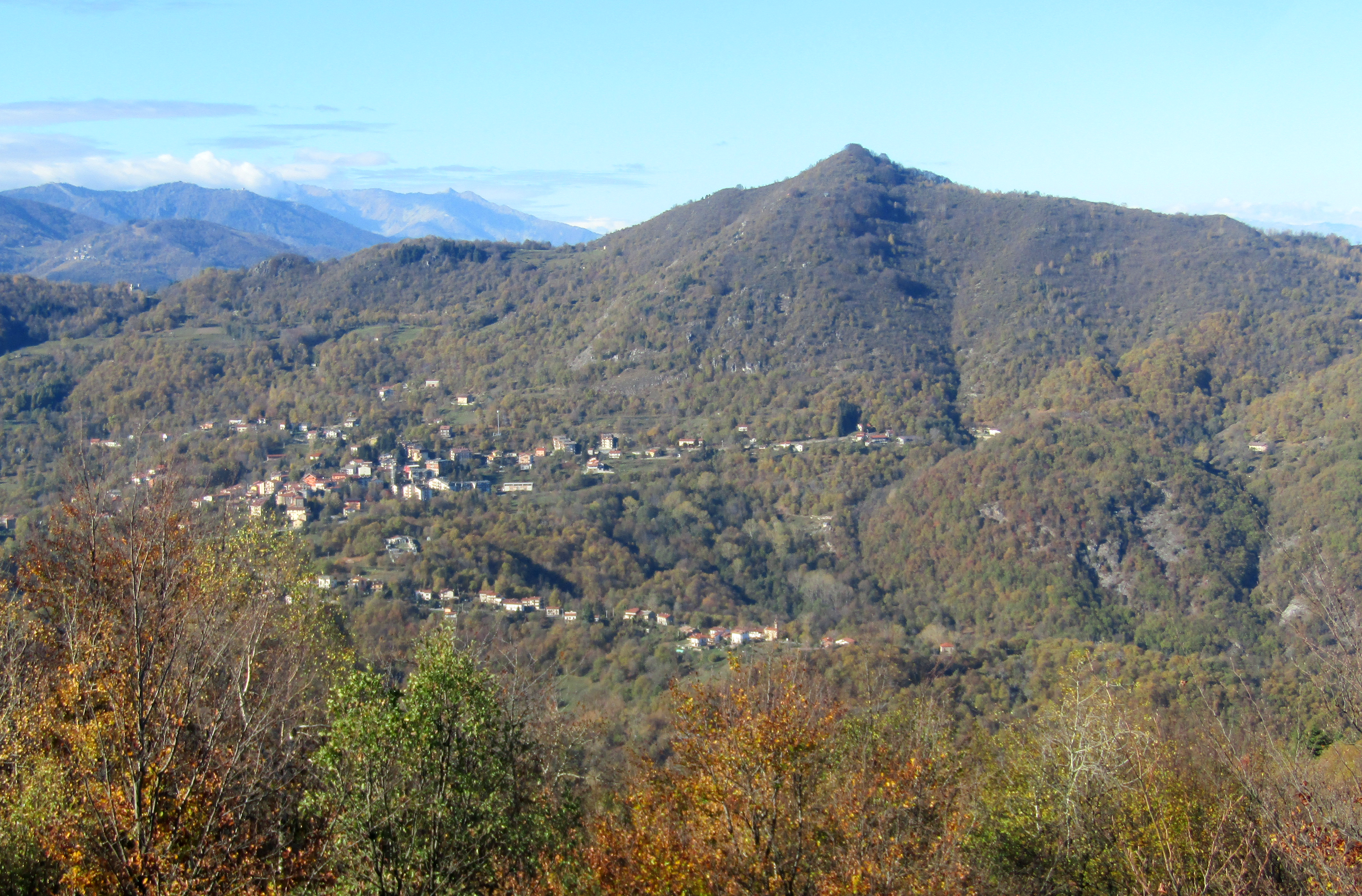
Viola mit dem Bric del Monte (1208 m)

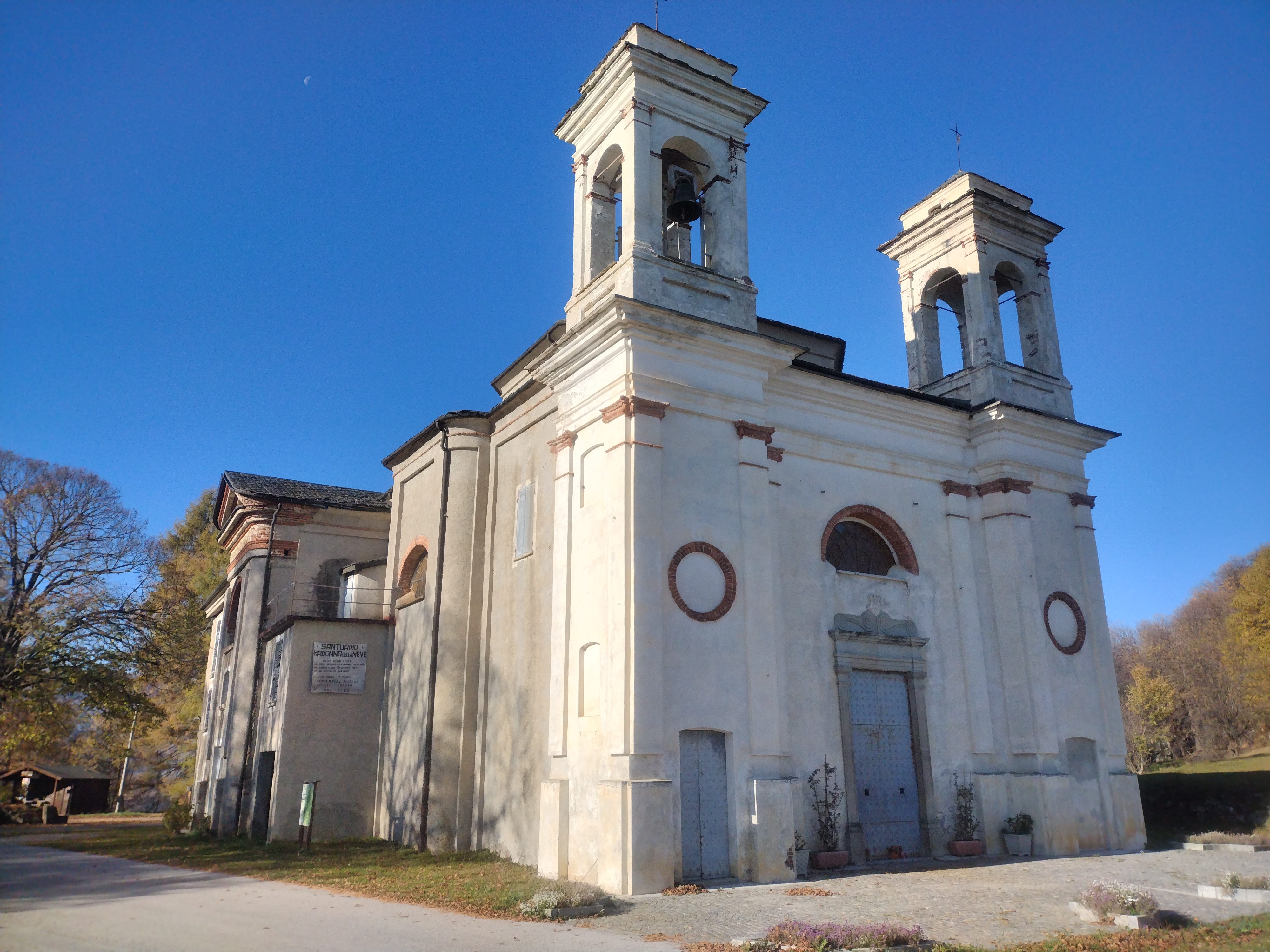
Kirche Madonna della Neve

Der Ortsname erscheint in mittelalterlichen Dokumenten mit „Veola“, was die Verkleinerungsform von „via olea“ darstellt und sich auf seine Lage an einer Straße bezieht, die für den Öltransit von Ligurien ins Piemont genutzt wurde.
Es gibt zahlreiche Hypothesen über die Entstehung des Dorfes. Die Entdeckung einer Grabtafel eines alten römischen Hauptmanns in der Ortschaft Saint Gree würde die alte Geschichte des Ortes bestätigen, der ein Transitpunkt zwischen Ligurien und dem Piemont war. Auch wenn solche Informationen vage sind, so ist doch sicher, dass die Sarazenen zu Beginn des 10. Jahrhunderts das gesamte Val Mongia in Brand steckten, ohne die unglückliche Bevölkerung zu verschonen. In Dokumenten aus dem Jahr 1142 wird es als aktive Gemeinde erwähnt, Teil der Markgrafschaft Bonifacio del Vasto, dessen Nachkommen dieses Land bis zum 17. Jahrhundert beherrschten. Gegen Ende des 18. Jahrhunderts hinterließ dann auch der Italienfeldzug des jungen Generals Napoleon Bonaparte in dieser Gegend Spuren.
Aus historisch-architektonischer Sicht gehört die 1190 erbaute Kirche San Lorenzo, die Bruderschaft der Annunziata; die Kapelle San Bernardo und schließlich die Kirche San Giacomo, die Kirche San Giovanni und die Kirche San Grato zu den wichtigsten Bauten der Gemeinde. Besonderes Interesse verdient auch das Heiligtum der Madonna della Neve, in dessen Inneren sich die originale Votivsäule mit dem Fresko „Madonna mit Kind“ befindet.